# Đông Á (xã)
Đông Á là một xã thuộc huyện Đông Hưng, tỉnh Thái Bình, Việt Nam.

## Diện tích và dân số
Xã Đông Á có diện tích 6,47 km². Theo Tổng điều tra dân số năm 1999, xã Đông Á có số dân 6.990 người.

## Địa giới hành chính
Xã Đông Á nằm ở phía đông nam của huyện Đông Hưng.
- Phía đông giáp xã Đông Quan
- Phía nam giáp huyện Kiến Xương (ranh giới tự nhiên là sông Trà Lý) và xã Đông Hoàng
- Phía tây giáp xã Đông Hoàng
- Phía bắc giáp các xã Đông Vinh và Đông Quan.

## Giao thông
Quốc lộ 39B đi ngang qua xã.